# Kabakrou

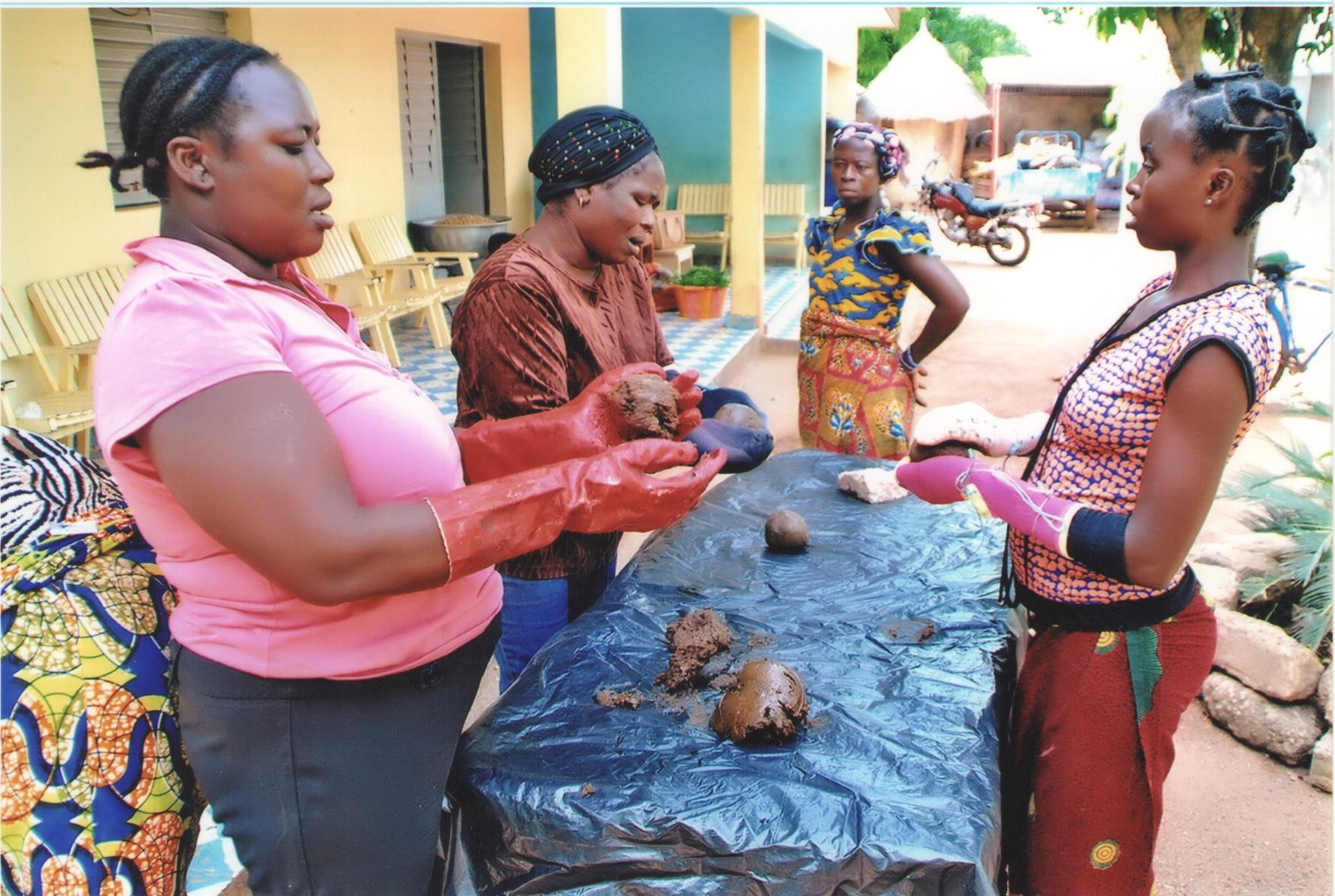
Fabrication de kabakrou à Ferkessédougou

La kabakrou (ou « savon-cailloux ») est un savon artisanal très populaire en Côte d'Ivoire.
La technique a été importée du Ghana à la fin des années 1990. Très dur, en forme de boule, le kabakrou est fait à base d'huile de palme et de soude caustique longuement mélangée à de l'eau. La manipulation des ingrédients se fait souvent avec un manque de précaution, ce qui rend sa production dangereuse. Il en va de même pour le dosage qui peut être imprécis, ce qui risque donc de rendre le savon caustique. De manière générale, sa production se fait sans véritable protection et sans procédure précise par les fabricants dans le cadre du secteur informel.

## Galerie

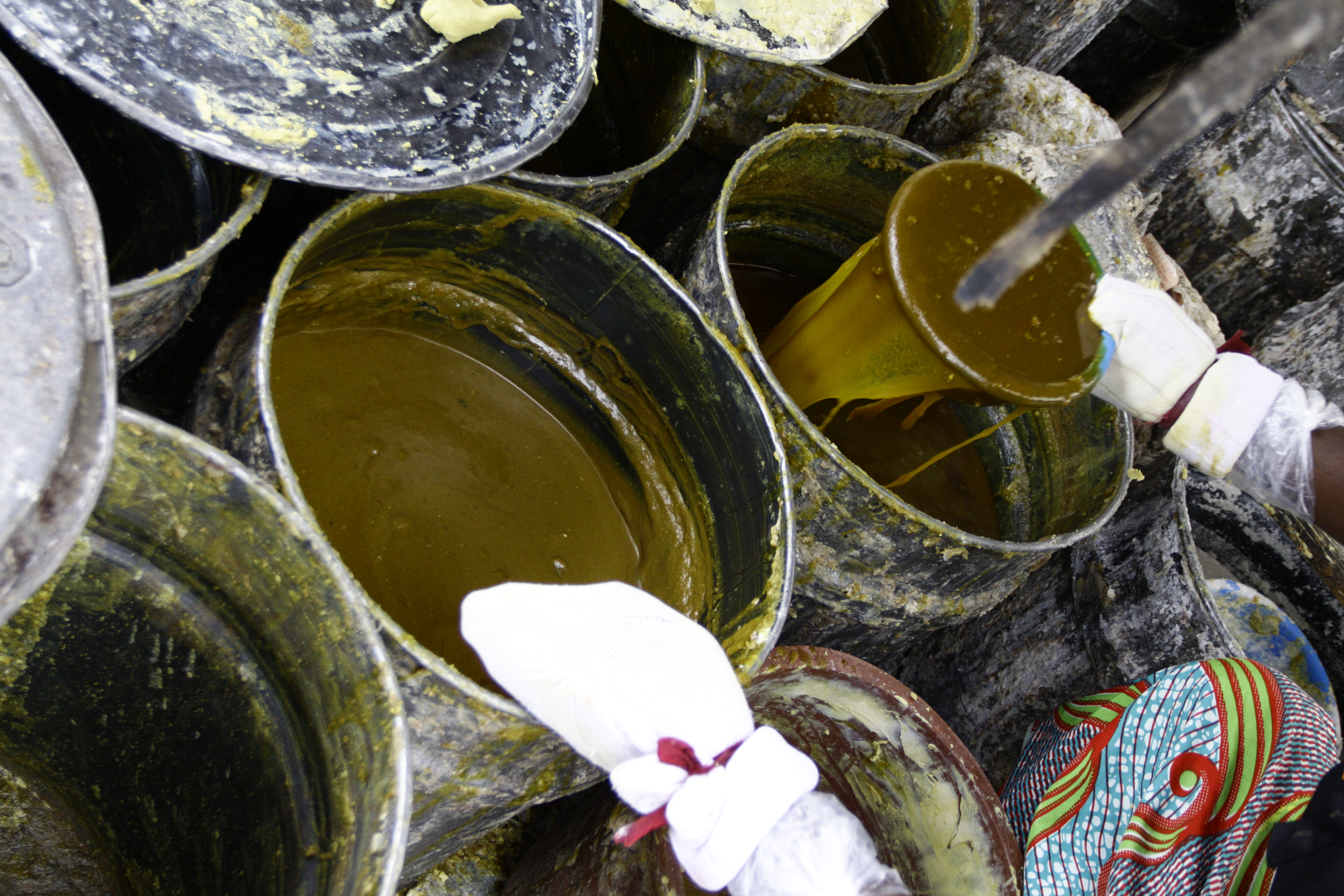
Procédé
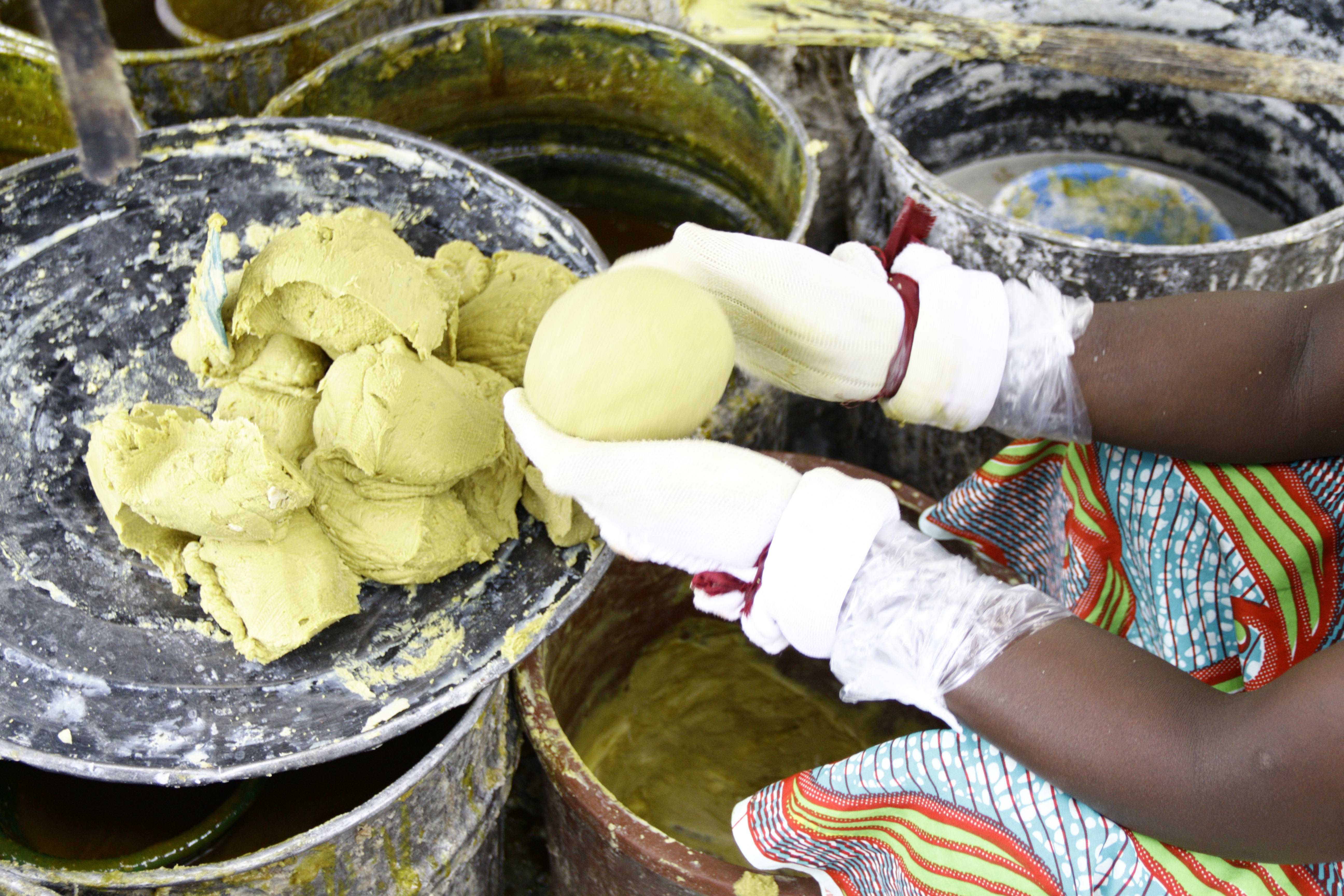
Modelage
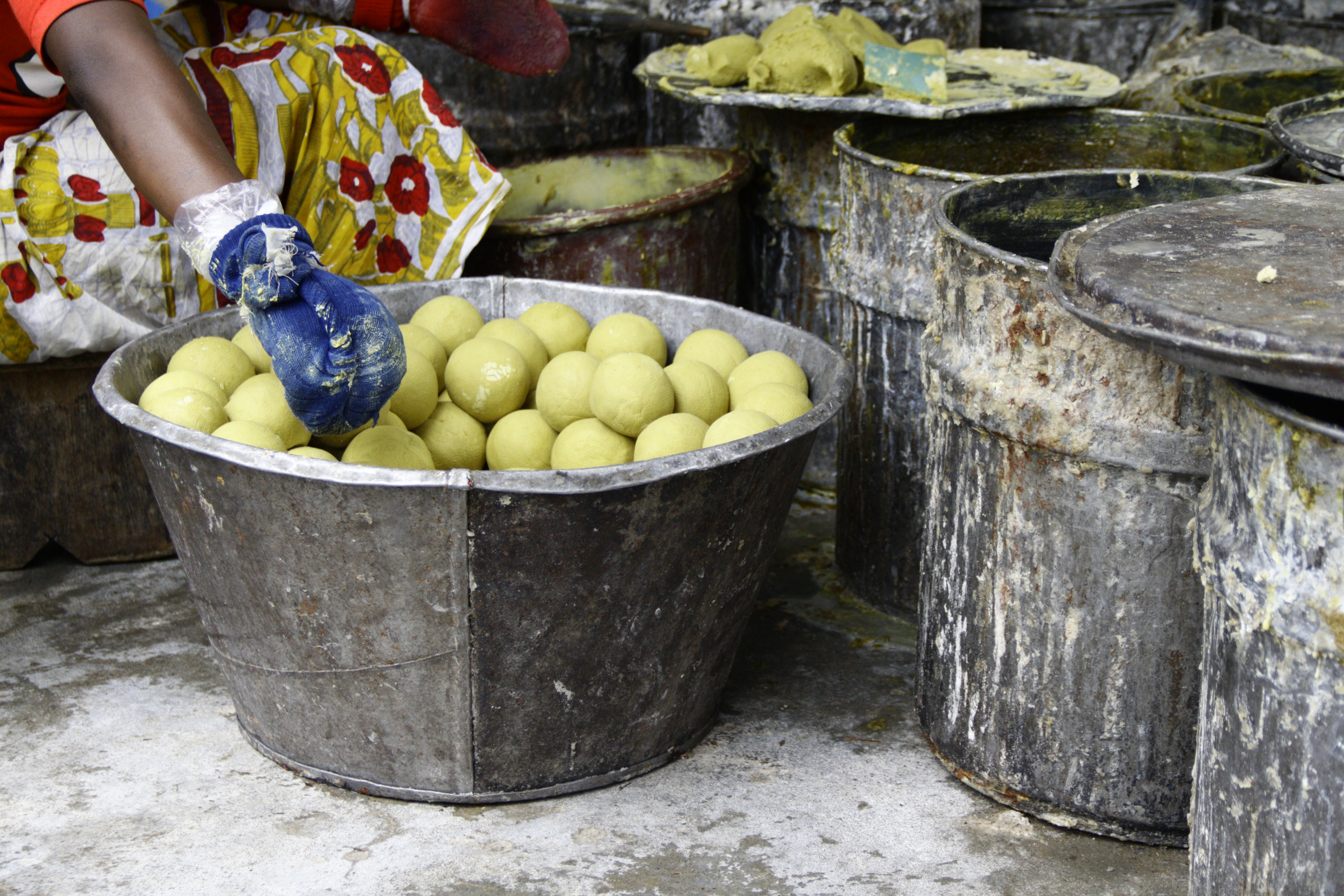
Vente